# Amphilepis remittens
Amphilepis remittens är en ormstjärneart som beskrevs av Jean Baptiste François René Koehler 1922. Amphilepis remittens ingår i släktet Amphilepis och familjen sköldormstjärnor. Inga underarter finns listade i Catalogue of Life.